# Tratado de Tumlong
El tratado de Tumlong es un acuerdo suscrito en 1861 entre el Imperio británico y el Reino de Sikkim en el actual noreste de la India. Firmado por Sir Ashley Eden en nombre de los británicos y por el sikkimese Chogyal, Sidkeong Namgyal, cuando su padre Tsugphud Namgyal se negó a regresar del Tíbet, el tratado aseguró la protección de los viajeros a Sikkim y garantizó el libre comercio, convirtiendo así al estado en un protectorado británico de facto.

## Antecedentes
Entre 1814 y 1816 se mantuvo un estado de guerra entre Nepal por un lado y Sikkim y la India Británica por otro. Cuando finalmente los nepalíes fueron derrotados, se suscribió entre Sikkim y el Reino Unido el tratado de Titalia, que devolvía a la monarquía sikkimesa los territorios que habían sido ocupados por Nepal y que al tiempo suponía el reconocimiento de la predominante influencia británica sobre Sikkim.
Desde esta posición, los británicos buscaron hacerse con el control de Darjeeling. Esta población y su entorno eran un buen emplazamiento para controlar Sikkim y el acceso al Tíbet. Darjeeling estaba en aquel momento bajo soberanía sikkimesa. En 1835, el rajá Tsudphud Namgyal firmó la cesión del territorio -357 kilómetros cuadrados- a los británicos. La parte sikkimesa interpretó que el tratado de cesión suponía la percepción de una compensación periódica, la cual nunca llegaron a percibir. Este primer malentendido llevó a deteriorar las relaciones entre ambos países. Además estaba el problema de la situación legal de las personas que emigraban de Sikkim para trabajar en la India. Las clases feudales sikkimesas veían con desagrado como muchos ciudadanos principalmente de clase trabajadora se establecían en India. Como reacción, comenzaron a obligar a estos emigrantes a regresar a Sikkim a la fuerza. Para el gobierno británico esto constituía un acto de secuestro de súbditos británicos.
Las relaciones continuaron deteriorándose hasta que en 1849 los sikkimeses detuvieron dos ciudadanos británicos, el superintendente de Darjeeling, Dr Hooker, y el Dr Campbell. Al cabo de un mes fueron liberados ante el ultimátum británico y la ocupación de la zona del Tista por un cuerpo de ejército británico. En febrero de 1850 el Reino Unido envió una expedición a Sikkim, suspendió el pago anual de 6000 rupias al rajá y se confirmó la anexión a la India Británica de Darjeeling y otros territorios sikkimeses. Sikkim realizó ataques contra la India y en noviembre de 1860 una fuerza expedicionaria británica entró en el país, aunque fue rechazada en Rinchenpong. Una fuerza aún mayor, comandada por el coronel Gawler, consiguió finalmente capturar la capital, Tumlong, en 1861.

## El tratado

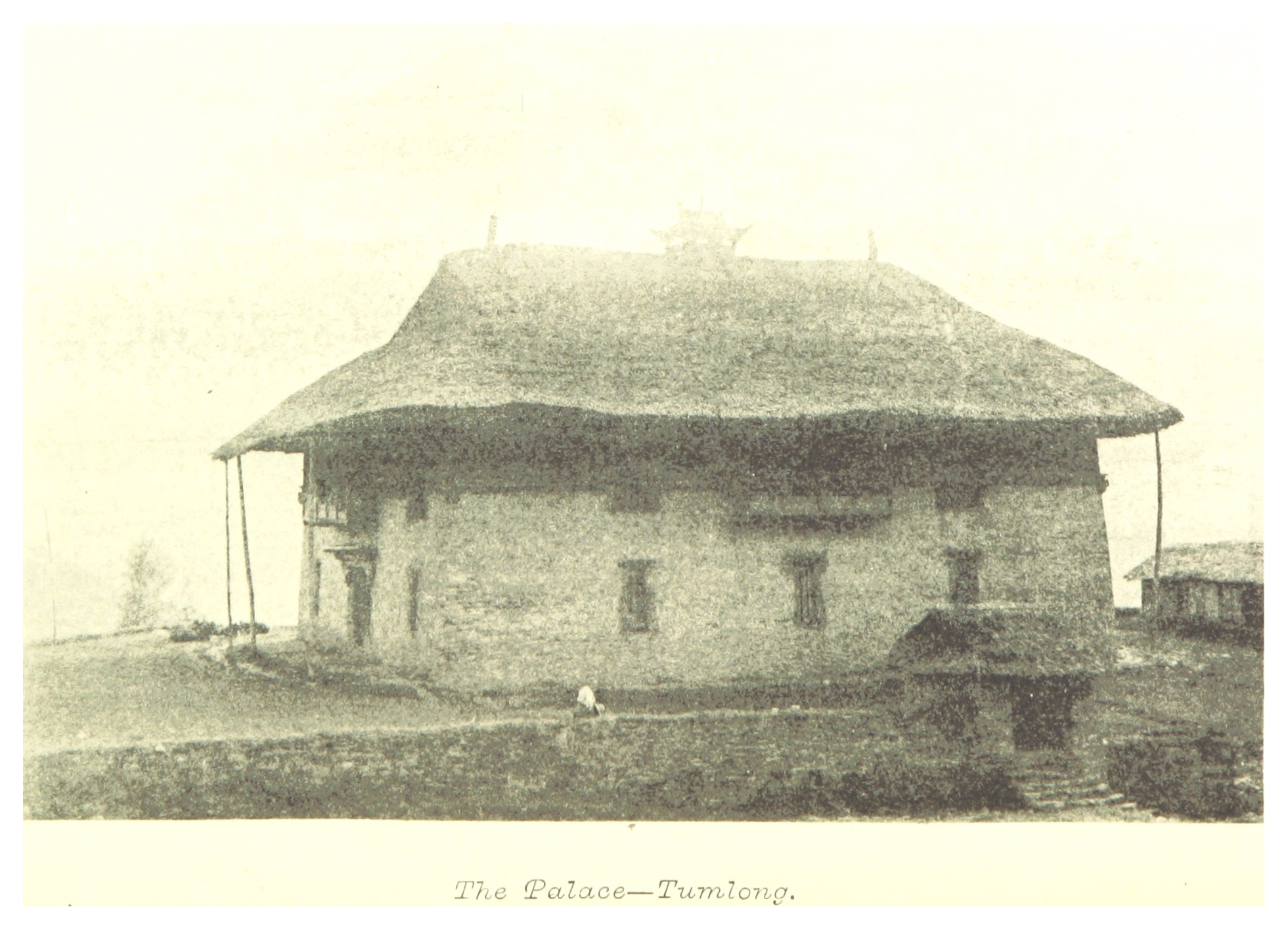
Palacio de Tumlong

El tratado se firmó el 28 de marzo de 1861 en Tumlong. Por parte británica lo hizo Ashley Eden, y por los sikkimeses Sidkeong Namgyal en representación de su padre, el rajá Tsugphud Namgyal.
El texto se compone de 23 artículos y elimina todos los tratados previos entre las partes. El rajá pasaba a tener el título de maharajá.
El tratado obligaba a Sikkim a proteger el comercio y a los viajeros, y a sufragar la conservación de la carretera entre Darjeeling y el paso de Yeilep. Los artículos 8 a 12 concedían numerosos privilegios comerciales al gobierno británico y era la opinión del negociador de esta parte que mediante este tratado el comercio entre Tíbet y Bengala tendría gran desarrollo.

## Consecuencias
A partir de la firma del tratado de Tumlong las relaciones anglo-sikkimesas mejoraron. En 1862 Tsugphud Namgyal abdicó en favor de Sidkeong Namgyal, el firmante del tratado. El gobierno colonial de la India restituyó el pago de 6000 rupias, que subirían a 9000 en 1868 y a 12 000 en 1873.
Gran Bretaña continuó protegiendo militarmente a Sikkim. Por parte de este país, era una necesidad ya que las potencias locales, particularmente Nepal, disponían de mejores ejércitos.
Sikkim era totalmente dependiente de la India Británica tanto para su defensa como en su vida política y económica.